# تريسي سميث (صحفية)
تريسي سميث (بالإنجليزية: Tracy Smith)‏ هي صحفية أمريكية، ولدت في 7 أبريل 1961.